# Karacho
Karacho is een stalen lanceerachtbaan in het Duitse attractiepark Erlebnispark Tripsdrill.

## Algemene informatie
Karacho werd gebouwd door de Duitse achtbaanbouwer Gerstlauer en opende op 10 juli 2013. De baan met een lengte van 700 meter bevat twee tunnels, de eerste is 68 meter lang en de tweede 30 meter. Karacho maakt gebruik van maximaal vier achtbaantreintjes met ieder twee rijen van vier personen.

## Technische informatie
De achtbaan is een aangepast model Infinity Coaster. Het station ligt binnen en de trein gaat na vertrek eerst door een tunnel. In deze tunnel bevinden zich na een kleine afdaling eerst een heartline roll en daarna de lancering. De lancering levert een vermogen van 2000 pk
 en versnelt de trein in 1.6 seconden naar 100 km/h. Het hoogste punt van Karacho is een top hat met een hoogte van 30 meter. De achtbaan bevat verder nog een dive loop, een inverted tophat en een kurkentrekker.